# Chamaeleo oweni
Chamaeleo oweni cunoscut și sub numele de cameleonul cu trei coarne al lui Owen, este o specie de cameleon din genul Chamaeleo, familia Chamaeleonidae, ordinul Squamata, descrisă de John Edward Gray 1831. Conform Catalogue of Life specia Chamaeleo oweni nu are subspecii cunoscute.
Această specie de cameleon a fost numită în onoarea ofițerului de marină și exploratorului britanic William Fitzwilliam Owen, care a jucat un rol important în cartografierea coastei de est a Africii. 

## Aria de răspândire și habitat
Cameleonul lui Owen este o specie de cameleon care poate fi întâlnită în principal în Africa tropicală subsahariană. Arealul său de răspândire se întinde de la Delta Nigerului din Nigeria în partea de nord, până în Angola în partea de sud, și în Burundi în partea de est. Acesta preferă să trăiască în păduri dense veșnic verzi și semideciduoase, la altitudini mai mici de 800 de metri deasupra nivelului mării. Habitatul său constă, în general, în copaci de dimensiuni mari. Locația tipică pentru această specie este insula Bioko din Guineea Ecuatorială.

## Descriere și comportament
Cameleonul lui Owen prezintă caracteristici comune cu alte specii de cameleoni, cum ar fi coadă prehensilă și o singură gheară pe fiecare deget de la picior. Masculii se remarcă prin prezența a trei coarne netede, în timp ce femelele nu au coarne, dar prezintă piele laxă pe picioarele din spate, conferindu-le aspectul de pantaloni largi. Dimensiunile medii ale cameleonilor lui Owen adulți, inclusiv coada, se situează între 25 și 28 de centimetri, iar greutatea lor tipică este de aproximativ 75 de grame. Această specie este în principal arboricolă și are capacitatea de a sări de pe o ramură pe alta sau pe sol pentru a evita prădătorii. De obicei, se hrănește cu insecte.

## Conservarea și amenințări
Datorită zonei sale de răspândire extinse, abundenței și stabilității populației, cameleonul lui Owen este considerat drept specie cu risc minim de dispariție de către Uniunea Internațională pentru Conservarea Naturii. Cu toate acestea, există îngrijorări cu privire la impactul exploatării forestiere și extinderii agriculturii asupra habitatului său, care pot contribui la defrișări și pot amenința statutul speciei. De asemenea, există unele preocupări legate de comerțul cu animale de companie, unde uneori este exploatat sau comercializat la nivel local în scopuri medicinale tradiționale. De exemplu, anumite triburi din Republica Democrată Congo consideră că trupul ars al unui cameleon Owen poate fi folosit ca talisman de protecție, iar în jurul orașului Yaounde din Camerun, specia este utilizată în tratamente pentru boli considerate a fi de natură magică. Aceste practici pot reprezenta o presiune adițională asupra speciei și pot afecta conservarea sa pe termen lung.